# 八王子市立由井第三小学校
八王子市立由井第三小学校（はちおうじしりつ ゆいだいさんしょうがっこう）は、東京都八王子市小比企町にある市立小学校。

## 概要

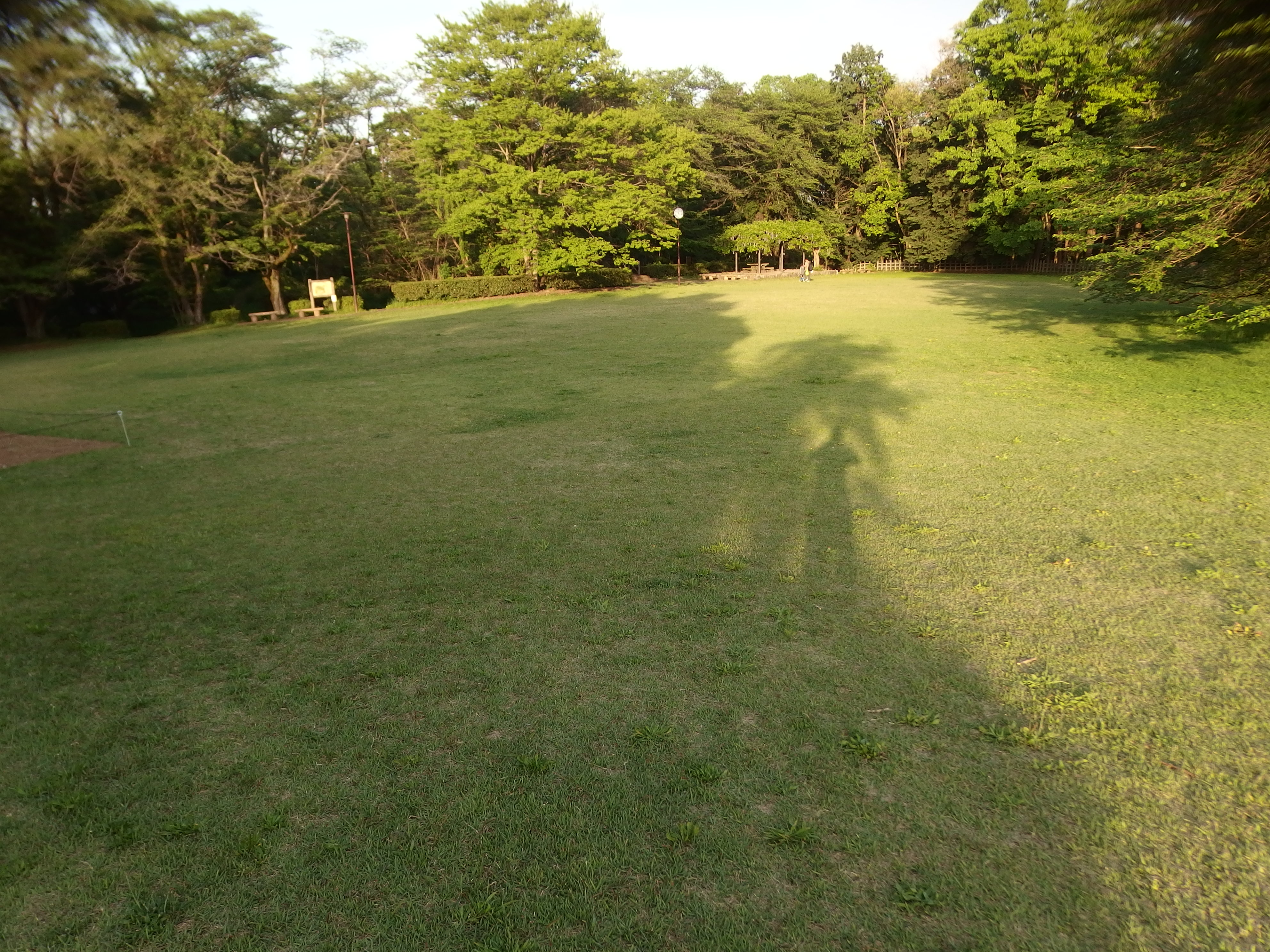
片倉城跡公園二の丸広場

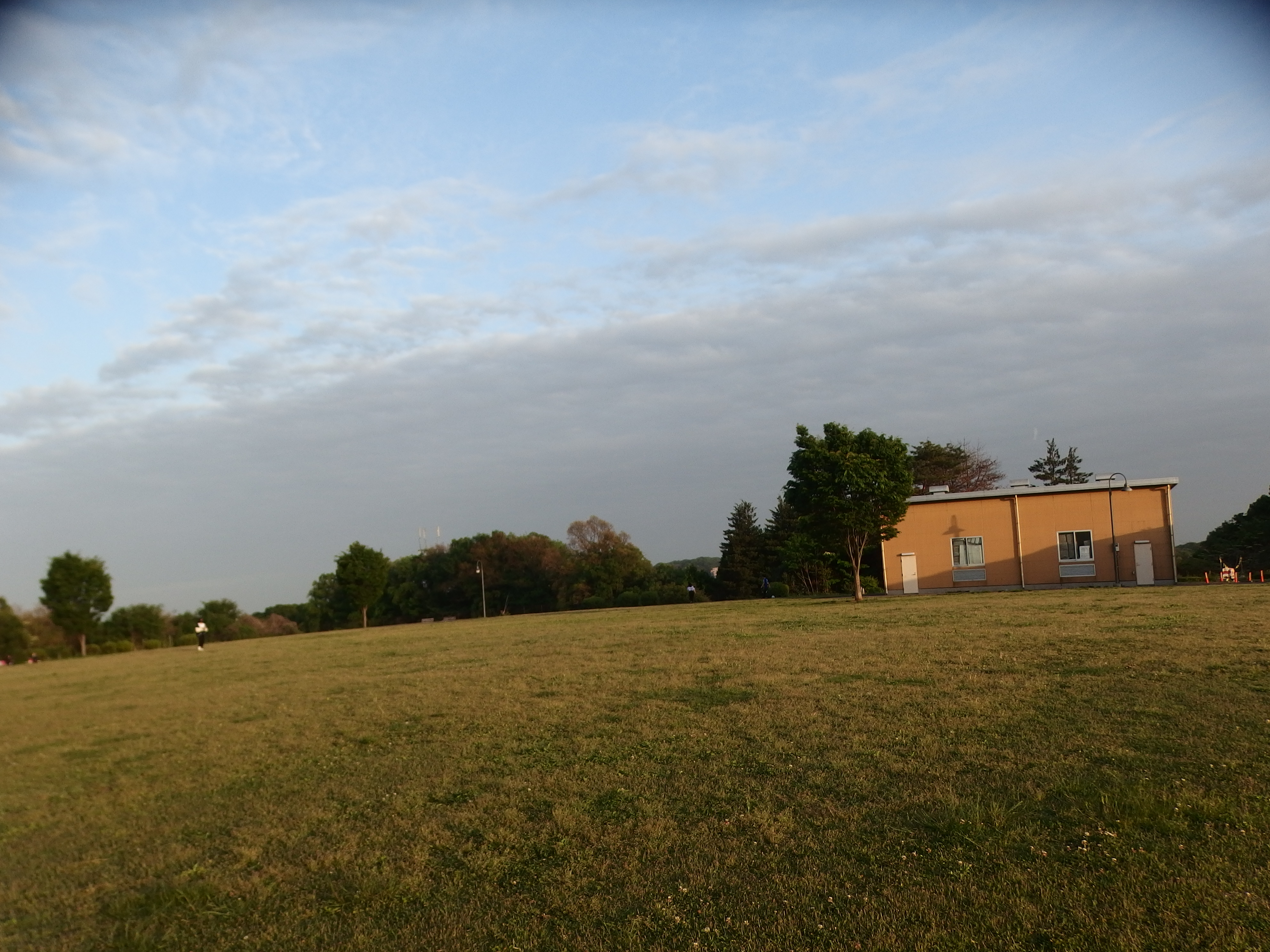
片倉つどいの森公園

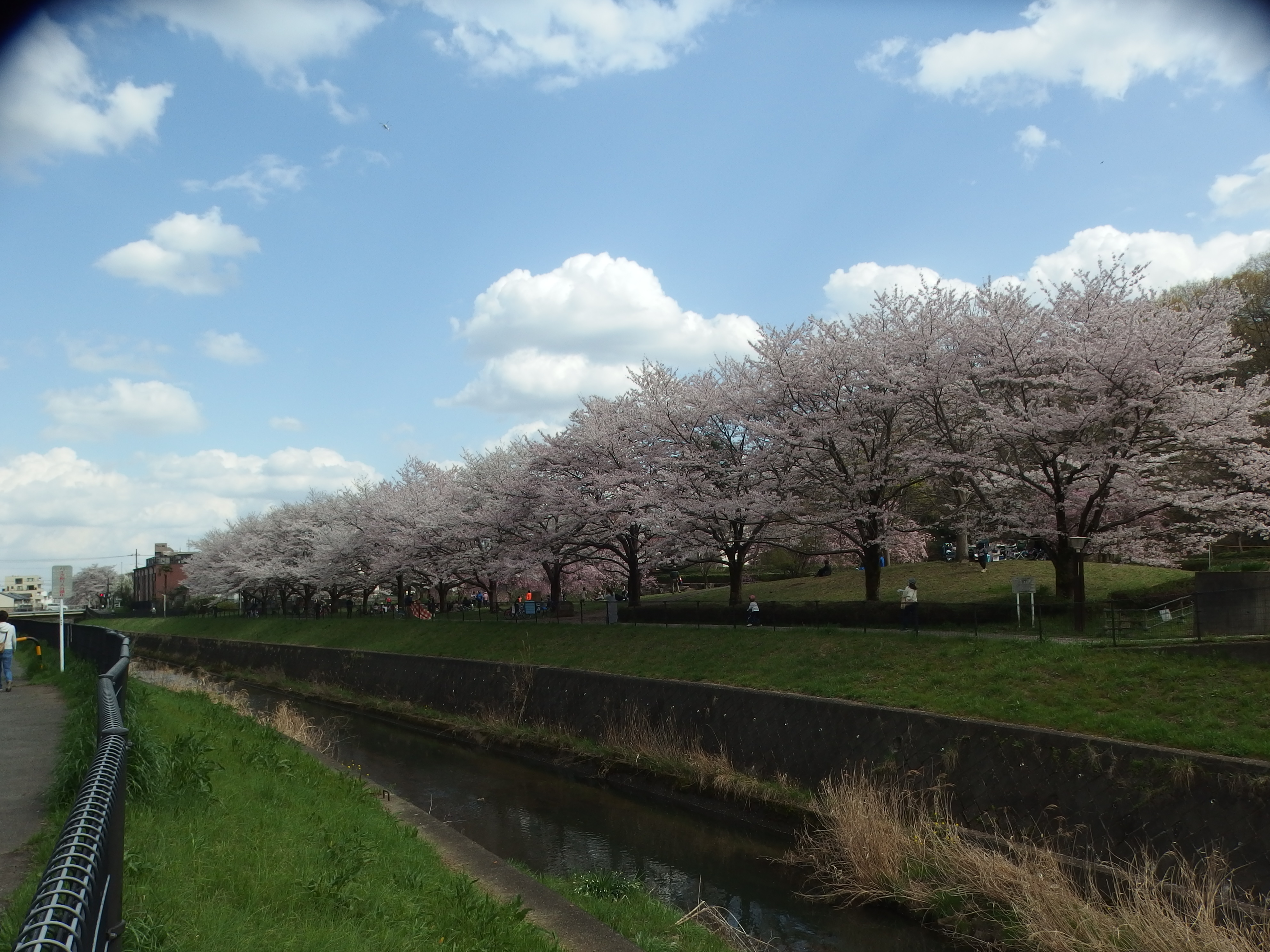
湯殿川の桜並木

2023年4月で開校150年目を迎えたとても歴史のある学校である。本校は、かわせみが飛び交う自然豊かな湯殿川、歴史深きそして、芸術作品の屋外展示された片倉城跡公園と、片倉つどいの森公園の中にあると言え、日ごろから子どもたちは自然に恵まれた環境ではぐくまれている。

### 学級規模
生徒数は1学年40名、2学年51名、3学年56名、4学年62名、5学年49名、6学年62名　合計320名（令和5年1月1日現在）。

## 教育方針
- ともになかよく - 人と自然が共生できる力を培う
- たのしく学ぶ - 生涯学び続ける力と態度を養う
- 元気な子 - 共に学び合い磨き合える、強い体力と気力を育てる

## 通学区域
通学区域一覧・通学区域図（学校別） - 八王子市教育委員会

## 進学先中学校
- 八王子市立由井中学校

## 交通
- 徒歩
  - JR横浜線片倉駅より徒歩17分
  - 京王電鉄山田駅徒歩8分
- バス
  - JR中央線八王子駅（南口）より京王高尾線めじろ台駅行の京王バスに乗車。「由井第三小前」下車徒歩1分